# Eirenis collaris
Eirenis collaris là một loài rắn trong họ Rắn nước. Loài này được Ménétries mô tả khoa học đầu tiên năm 1832.

## Hình ảnh

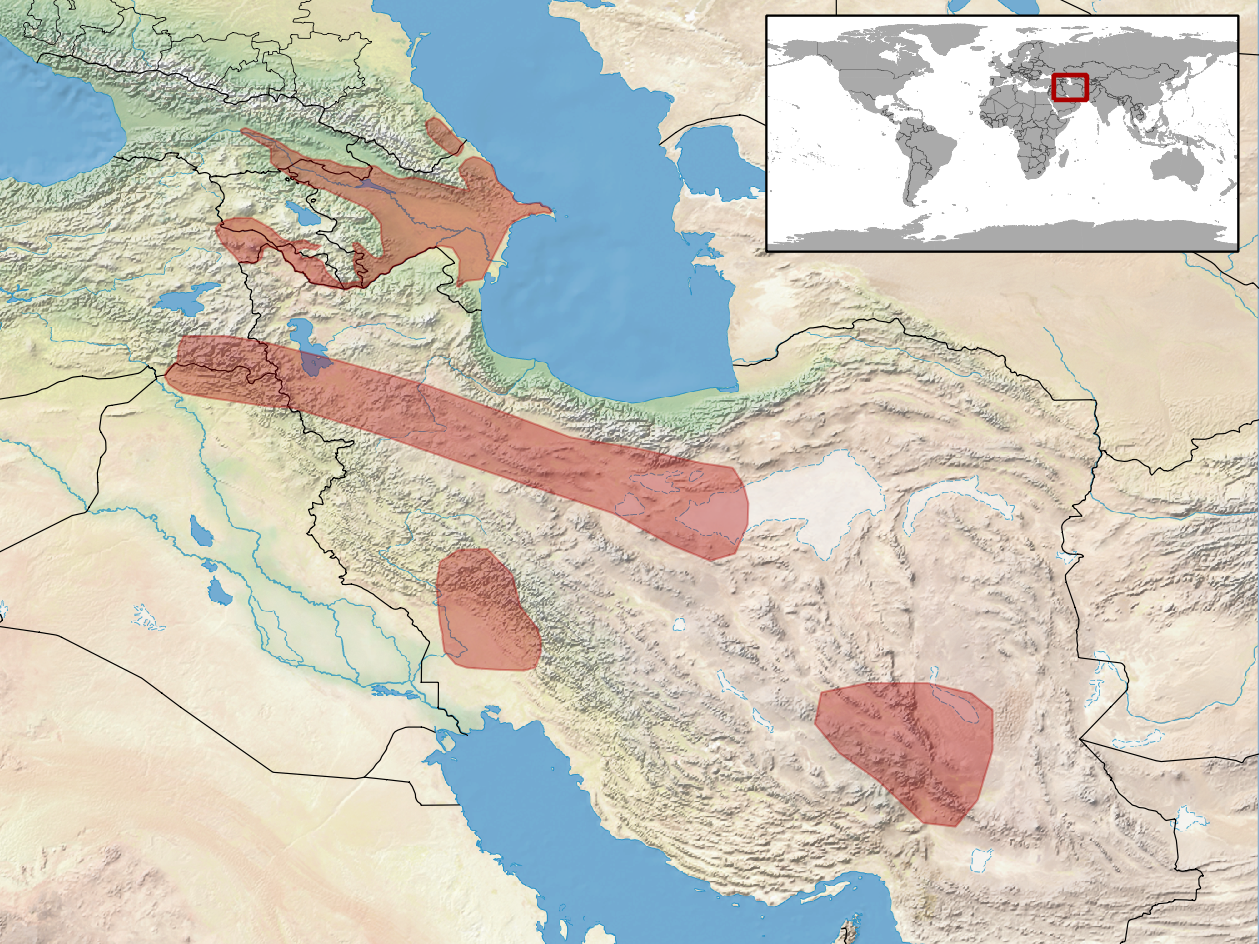